# Adrolampis vittagenae
Adrolampis vittagenae är en insektsart som först beskrevs av Bruner, L. 1907.  Adrolampis vittagenae ingår i släktet Adrolampis och familjen Romaleidae. Inga underarter finns listade i Catalogue of Life.